# Tête d'Acier l'Aïeul
Tête d'Acier l'Aïeul est le titre du cinquième tome de la série de bandes dessinées La Caste des Méta-Barons.